# Simfonija iz Novega sveta
Simfonija iz Novega sveta je misterij Nikolaja Jeločnika. Delo so leta 1954 izdali Katoliški misijoni v Buenos Airesu.  

## Osebe
- V domovini:
  - Žena
  - Brat, preganjani duhovnik
  - Vsiljivec v službi zlega
- V tujini:
  - Mož
  - Dekle
  - Bolničarka v službi usmiljenja
- V sanjah milosti:
  - Duh škofa Barage

## Povzetek

### 1.
Mož se poslavlja od žene in otroka, odhaja v Ameriko. - Že šesto leto je tam sam, izgublja vero v Boga, v njem raste nejevolja na ženo, ki ni prišla za njim. Sklene, da se preda življenju; ko sreča dekle (simbol lepe in zapeljive tujine), se je oklene, da bi se rešil strupa samote.

### 2.
Žena žalostna prebira pismo, ki ga je napisala možu v tujino. Skrivaj jo obišče preganjani brat, tolaži jo, da ji Bog ni brez namena poslal trpljenja, saj vera in trpljenje odrešujeta. žena obupuje: mož se ne oglaša več, nadleguje jo Vsiljivec, jo mami z obljubami ugodja in sreče, ji grozi, da ji bo vzel otroka. Brat se spomni na škofa Barago; njega je že bil rešil iz stiske, pomagal bo tudi njej. V skupni molitvi izročita svetniškemu škofu svoje trpljenje in ga prosita priprošnje pri Bogu.

### 3.
Mož pričakuje dekle, a njegovo srce je kakor pepel. Očita si, hoče pregnati prikazni iz preteklosti, pozabiti, zanj je vse mrtvo, tudi Bog. A pozabiti ne more, spremljajo ga besede, ki jih je pravkar prebral v ženinem pismu. Pride dekle, ki pa kmalu začuti, da je med njiju legla tujost; iztrga mu pismo, a ko ga prebere, razočarana spozna, da njen ljubi ni Sinji kraljevič, da je vse izgubljeno. Ko hoče oditi, jo mož s silo zadržuje, med ruvanjem se mu razpre srajca in pokažejo se gobe na njegovem telesu: laž je razgaljena v vsej gnusobi, mož je zaznamovan, obsojen na smrt.

### 4.
Žena je polna grenkobe, pravkar je prebrala moževo izpoved: nezvest, brez vere, gobav... Brat jo opominja, naj odpusti, naj sodbo prepusti Bogu, treba je izpolnjevati Njegovo voljo. Ženi se srce upira, a ko misli na moževo bedo, v njej zmaga ljubezen. - Ob trkanju se brat skrije, vstopi Vsiljivec, vabi ženo s seboj. Ko ga ta vztrajno odbija, začne groziti: hiša je obkoljena, edino ona lahko reši brata, ki ga že dolgo iščejo. Brat to sliši, pride iz skrivališča, da bi sestro rešil težke odločitve. A Vsiljivec noče takŠne rešitve; da jima pol ure časa, da se odločita. Brat in sestra se v molitvi zatečeta k Baragi, vroče prosita za razsvetljenje in pomoč.

### 5.
Bolničarka pripoveduje bolnemu možu svojo zgodbo: z deli usmiljenja zadoščuje za greh svojega brata, ki je mučil in ubijal nedolžne. Žrtvovanje za druge je najvišji izraz ljubezni do Boga in s tem najvišja sreča. Mož si zeli odpuščanja, a je prepričan, da se je nepopravljivo razšel z Bogom in bližnjimi. Sestra ga vzpodbuja k zaupanju v božjo dobroto, podari mu podobico z likom Barage, h kateremu se  večkrat zateka po pomoč. Mož začne prerisovati škofov obraz, podoba ga priteza, mu govori, a ne more ji vdihniti življenja, v slabosti omahne nad njo. Tedaj se prikaže duh škofa Barage; vodi moževo roko po papirju, da nezavedno riše in ustvari živo podobo škofa. V pogovoru z njim se na možu neposredno uresniči božja milost: gobe odpadejo od njega, ozdravi. Obenem je dar milosti prejela tudi bolniška sestra: začetek gobavosti, da bo na svojem mesu dopolnila bridkosti Kristusove.
Medtem žena v domovini žalostna moli rožni venec; brata so ji odpeljali, ne upa več, da ga bo še kdaj videla živega. A Baraga je pomagal tudi tu: na poti v zapor je prišlo do nesreče, v kateri so umrli vsi preganjalci, le duhovnik je po čudežu ostal živ. Pohiti k sestri, pred njenimi vrati najde sporočilo moža, da je čudežno ozdravljen po Baragovi priprošnji. žena je presrečna, njena vera postane še trdnejša. Ob škofovem kipu se v hvaležnem češčenju zberejo vsi, katerim je škof izprosil božjo milost in jim pomagal.